# No Control (Bad Religion)
No Control è il quarto album del gruppo punk rock Bad Religion, pubblicato nel 1989 da Epitaph Records. È considerato dalla critica l'album della consacrazione e dalla maggior parte dei fan uno dei migliori album dei Bad Religion, contiene canzoni molto più rapide rispetto all'album precedente avvicinandosi così più all'hardcore punk rispetto ai precedenti lavori legati al classico punk rock. Le canzoni sono brevi, rapide ma dense di significati per lo più dai risvolti sociali.
La traccia You è stata inserita nel gioco Tony Hawk's Pro Skater 2.

## Tracce
1. Change of Ideas - 0:56 - (Graffin)
2. Big Bang - 1:42 - (Gurewitz)
3. No Control - 1:47 - (Graffin)
4. Sometimes It Feels Like... - 1:34 - (Gurewitz)
5. Automatic Man - 1:41 - (Gurewitz)
6. I Want to Conquer the World - 2:20 - (Gurewitz)
7. Sanity - 2:45 - (Gurewitz)
8. Henchman - 1:08 - (Graffin)
9. It Must Look Pretty Appealing - 1:23 - (Graffin)
10. You - 2:05 - (Gurewitz)
11. Progress - 2:15 - (Graffin)
12. I Want Something More - 0:48 - (Gurewitz)
13. Anxiety - 2:08 - (Graffin)
14. Billy - 1:55 - (Gurewitz)
15. The World Won't Stop Without You - 1:56 - (Graffin)

## Formazione
- Greg Graffin - voce
- Brett Gurewitz - chitarra
- Greg Hetson - chitarra
- Jay Bentley - basso
- Pete Finestone - batteria